# Piriri to Yukou!
Piriri to Yukou! (ピリリと行こう！ Vamos a Condimentar las Cosas!?) es el tercer sencillo de Berryz Kobo. Fue lanzado el 26 de mayo de 2004. El Single V fue lanzado el 9 de junio de 2004 y vendió un total de 4,072 copias.

## Lista de canciones

### CD
- Piriri to Yukou!
- Kacchoee! (かっちょええ!; ¡Muy genial!)
- Piriri to Yukou! (Instrumental)

### Single V
- Piriri to Yukou! (MV)
- Piriri to Yukou! (Close-Up Ver.)
- Making of

## Miembros Presentes
- Saki Shimizu
- Momoko Tsugunaga
- Chinami Tokunaga
- Maasa Sudō
- Miyabi Natsuyaki
- Maiha Ishimura
- Yurina Kumai
- Risako Sugaya